# Sturmpfähle

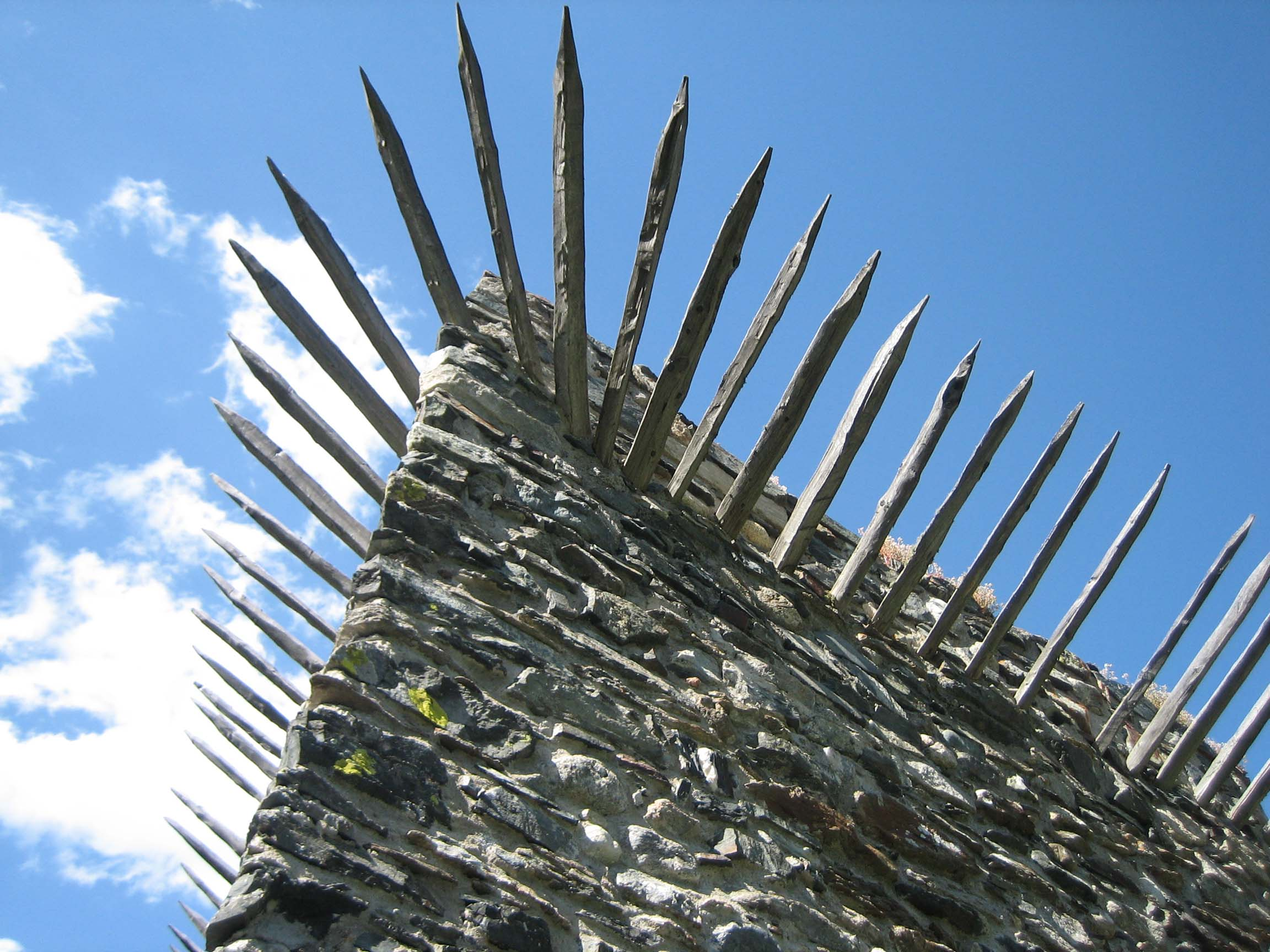
Sturmpfähle an der Fortezza Rohan

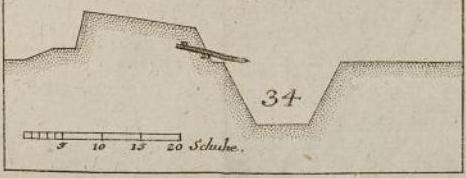
Sichern nach Unten

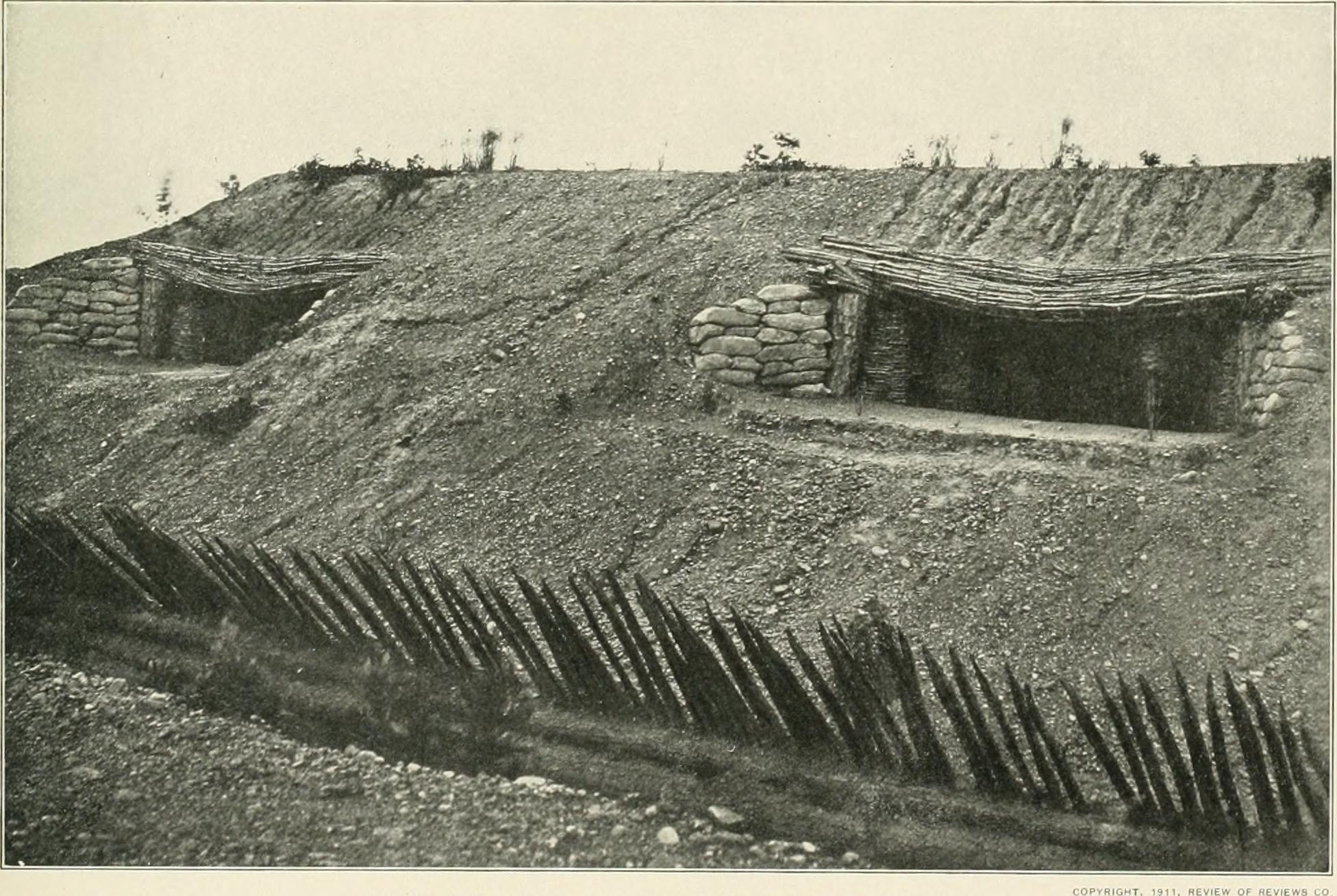
Sturmpfähle während des amerikanischen Bürgerkrieges

Sturmpfähle waren im Festungsbau ein System geneigter oder in waagerechter Lage angebrachter angespitzter Pfähle. Sie wurden an Gräben, Wällen und Mauern angebracht, um das Ersteigen zu erschweren. Es gab drei Varianten, die Pfähle zu setzen:
- schräg nach oben: Diese Variante schützt gegen das Ersteigen der Befestigung und wurde meistens an deren Fuß angebracht. Sie ist aber relativ leicht durch Artillerie zu zerstören.
- waagerecht: Die Variante wurde weiter oben an der Befestigung angebracht und hinderte beim Anlegen von Sturmleitern; außerdem war sie besser gegen Artilleriefeuer gedeckt.
- schräg nach unten: Diese Variante sollte vor allem das Besteigen von Wällen und Mauern erschweren. Dazu war es aber erforderlich, dass der Graben genügend tief bzw. der Wall entsprechend hoch war, damit der Feind das Hindernis nicht einfach greifen konnte.

Der einzelne Pfahl sollte etwa 18 cm (7–8 Zoll) Durchmesser haben, wenigstens 2 Meter über der Grabensohle oder 3 m von der Contrescarpe entfernt enden. Dünnere Pfähle können zu leicht zerstört werden.